# Mark Vonnegut
Mark Vonnegut, född 11 maj 1947, är en amerikansk barnläkare och författare. Han är son till författaren Kurt Vonnegut. Mark har skrivit romanen Express till paradiset, som handlar om hur han drabbades av schizofreni.